# Alessandro Ruspoli, II principe di Cerveteri
Alessandro Ruspoli (Roma, 3 dicembre 1708 – Roma, 20 giugno 1779) è stato un principe, politico e diplomatico italiano.

## Biografia

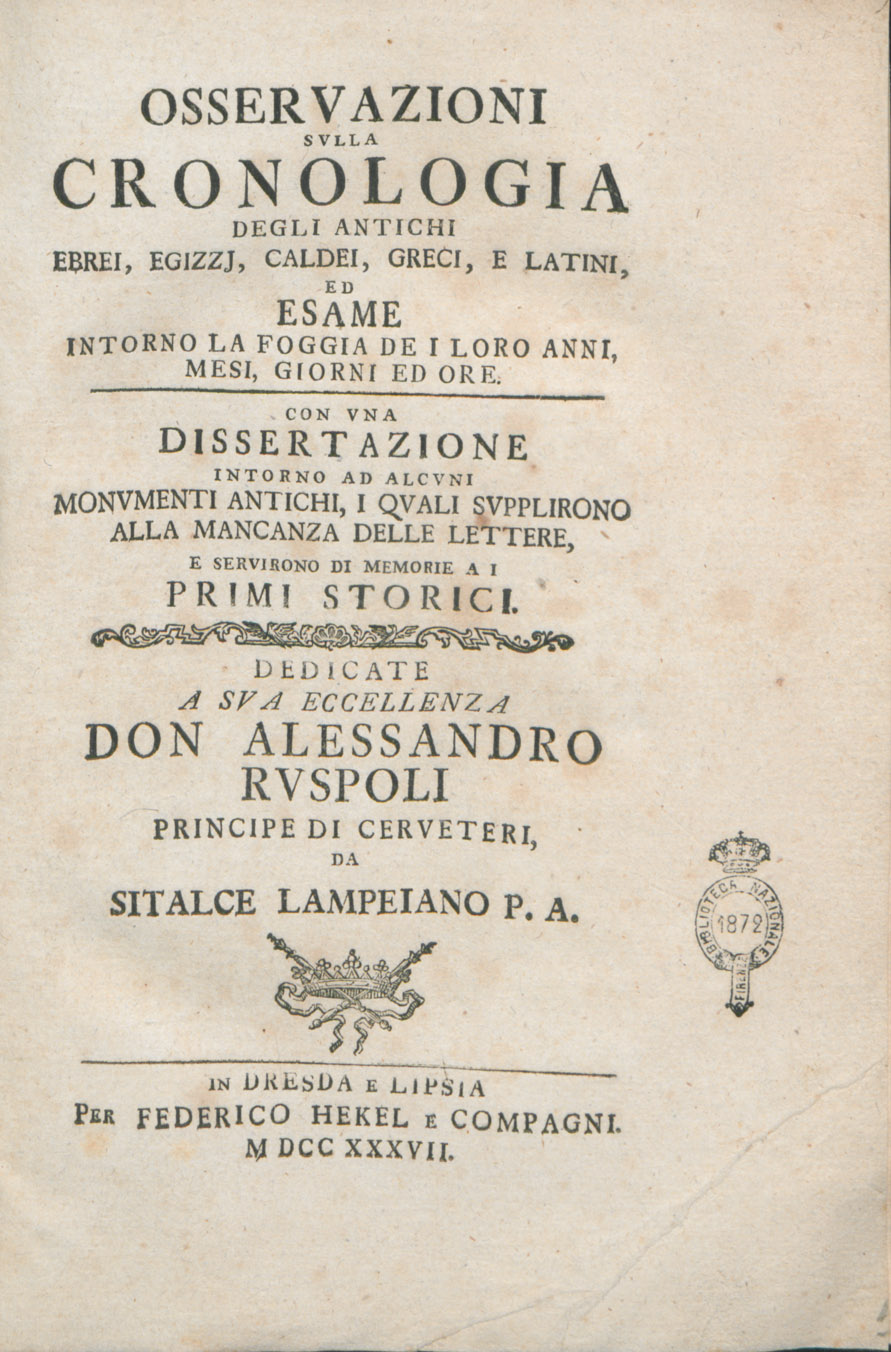
Frontespizio dell'opera Osservazioni sulla cronologia degli antichi ebrei, egizzj, caldei, greci e latini di Lucantonio Florido dedicata al principe Alessandro Ruspoli

Alessandro Ruspoli nacque a Roma il 3 dicembre 1708, figlio di Francesco Maria Marescotti Ruspoli, I principe di Cerveteri, e di sua moglie Isabella Cesi dei duchi di Acquasparta, nipote materna di Papa Innocenzo XIII. Suo fratello fu il cardinale Bartolomeo Ruspoli.
Il 17 marzo 1769 ospitò a Palazzo Ruspoli l'imperatore Giuseppe II del Sacro Romano Impero e nel 1775 suo fratello l'arciduca Massimiliano d'Asburgo-Lorena durante la tappa romana del suo Grand Tour in Europa.
Particolarmente attivo nel feudo di famiglia a Vignanello, tra il 1725 ed il 1750 si impegnò per la costruzione del quartiere di San Sebastiano, pubblicando inoltre gli statuti della collegiata locale nel 1779. Fece restaurare anche il castello di Riano ed a Cerveteri collegò con apposito passaggio il palazzo principesco con la chiesa di Santa Maria Maggiore nel 1760.
Patrono delle arti, a lui Girolamo Gigli dedicò la sua opera Regole sulla toscana favella, uno dei primi trattati che poneva il volgare toscano come ideale di lingua comune per l'Italia, mentre lo storico Lucantonio Florio gli dedicò il suo Osservazioni sulla cronologia degli antichi ebrei, egizzi, caldei, greci e latini.
Morì a Roma il 20 giugno 1779.

## Matrimonio e figli
Alessandro sposò in prime nozze nel 1720 Maria Virginia Altieri (14 aprile 1705 –  25 agosto 1742), figlia di Emilio Altieri, II principe di Oriolo, ma questo matrimonio venne annullato dal Papa per motivi rimasti ignoti e comunque la coppia non ebbe figli insieme.
Il principe Ruspoli si risposò il 12 maggio 1749 con una sua cugina di primo grado, la contessa Prudenza Marescotti-Capizucchi (1712 – 27 settembre 1786), figlia di suo zio Mario Marescotti-Capizucchi (1681 – 23 dicembre 1758) e di sua moglie Cassandra Sacchetti dei marchesi di Castel Rigattini. Sua moglie era inoltre nipote paterna dell'avo comune, Alessandro Marescotti, V conte di Vignanello e della sua seconda moglie, Prudenza Gabrielli. La coppia ebbe sette figli:
- Maria Isabella (6 aprile 1750 – ?), morì nubile e senza eredi
- Marianna (c. 1750 – Roma, 1787), affetta da disabilità intellettiva; forse da identificare con la precedente[2]
- Francesco (19 febbraio 1752 – 8 marzo 1829), III principe di Cerveteri, sposò in prime nozze nel 1781 Maria Isabella Giustiniani e in seconde nozze nel 1784 Maria Leopoldina von Khevenhüller-Metsch
- Giacinta (9 luglio 1753 – 7 aprile 1823[3]), sposò nel 1777 Giuseppe Niccolò Spada-Veralli (1752 - 1840), principe di Castelviscardo
- Bartolomeo (27 settembre 1754 – Siena, maggio 1836[4]), cavaliere professo (Bali) del Sovrano militare ordine di Malta, ne fu eletto Gran Maestro nel 1802 ma dovette rifiutare per la difficile situazione politica - il governo britannico aveva rifiutato la restituzione di Malta all'Ordine prevista dal Trattato di Amiens. Morì celibe e senza eredi
- Lorenzo (22 ottobre 1755[5] – 10 aprile 1834[6]), sposò nel 1807 Camilla Curti (1790 – 1866), ed ebbe discendenza
- Alessandro (10 maggio 1758 – ?)[7]

## Albero genealogico
| Alessandro Ruspoli, II principe di Cerveteri | Padre: Francesco Maria Marescotti Ruspoli, I principe di Cerveteri | Nonno paterno: Alessandro Marescotti Capizucchi, V conte di Vignanello | Bisnonno paterno: Sforza Vicino Marescotti, IV conte di Vignanello      | Trisnonno paterno: Marcantonio Marescotti, III conte di Vignanello |
| Alessandro Ruspoli, II principe di Cerveteri | Padre: Francesco Maria Marescotti Ruspoli, I principe di Cerveteri | Nonno paterno: Alessandro Marescotti Capizucchi, V conte di Vignanello | Bisnonno paterno: Sforza Vicino Marescotti, IV conte di Vignanello      | Trisnonna paterna: Ottavia Orsini di Bomarzo                       |
| Alessandro Ruspoli, II principe di Cerveteri | Padre: Francesco Maria Marescotti Ruspoli, I principe di Cerveteri | Nonno paterno: Alessandro Marescotti Capizucchi, V conte di Vignanello | Bisnonna paterna: Vittoria Ruspoli                                      | Trisnonno paterno: Orazio Ruspoli                                  |
| Alessandro Ruspoli, II principe di Cerveteri | Padre: Francesco Maria Marescotti Ruspoli, I principe di Cerveteri | Nonno paterno: Alessandro Marescotti Capizucchi, V conte di Vignanello | Bisnonna paterna: Vittoria Ruspoli                                      | Trisnonna paterna: Felice Cavalieri                                |
| Alessandro Ruspoli, II principe di Cerveteri | Padre: Francesco Maria Marescotti Ruspoli, I principe di Cerveteri | Nonna paterna: Anna Maria Corsini                                      | Bisnonno paterno: Andrea Corsini                                        | Trisnonno paterno: Neri Corsini                                    |
| Alessandro Ruspoli, II principe di Cerveteri | Padre: Francesco Maria Marescotti Ruspoli, I principe di Cerveteri | Nonna paterna: Anna Maria Corsini                                      | Bisnonno paterno: Andrea Corsini                                        | Trisnonna paterna: Giulia Corsi                                    |
| Alessandro Ruspoli, II principe di Cerveteri | Padre: Francesco Maria Marescotti Ruspoli, I principe di Cerveteri | Nonna paterna: Anna Maria Corsini                                      | Bisnonna paterna: Agnoletta de' Medici                                  | Trisnonno paterno: Ottaviano de' Medici                            |
| Alessandro Ruspoli, II principe di Cerveteri | Padre: Francesco Maria Marescotti Ruspoli, I principe di Cerveteri | Nonna paterna: Anna Maria Corsini                                      | Bisnonna paterna: Agnoletta de' Medici                                  | Trisnonna paterna: Selvaggia Guasconi                              |
| Alessandro Ruspoli, II principe di Cerveteri | Madre: Isabella Cesi                                               | Nonno materno: Giuseppe Angelo Cesi, V duca d'Acquasparta              | Bisnonno materno: Giovanni Cesi, III principe di San Polo e Sant'Angelo | Trisnonno materno: Federico Cesi                                   |
| Alessandro Ruspoli, II principe di Cerveteri | Madre: Isabella Cesi                                               | Nonno materno: Giuseppe Angelo Cesi, V duca d'Acquasparta              | Bisnonno materno: Giovanni Cesi, III principe di San Polo e Sant'Angelo | Trisnonna materna: Olimpia Cesi                                    |
| Alessandro Ruspoli, II principe di Cerveteri | Madre: Isabella Cesi                                               | Nonno materno: Giuseppe Angelo Cesi, V duca d'Acquasparta              | Bisnonna materna: Giulia Veronica Ravignani Sforza Manzuoli             | Trisnonno materno: Francesco Maria Sforza Manzuoli                 |
| Alessandro Ruspoli, II principe di Cerveteri | Madre: Isabella Cesi                                               | Nonno materno: Giuseppe Angelo Cesi, V duca d'Acquasparta              | Bisnonna materna: Giulia Veronica Ravignani Sforza Manzuoli             | Trisnonna materna: ?                                               |
| Alessandro Ruspoli, II principe di Cerveteri | Madre: Isabella Cesi                                               | Nonna materna: Giacinta Conti                                          | Bisnonno materno: Carlo Conti, duca di Poli e Guadagnolo                | Trisnonno materno: Lotario Conti, duca di Poli                     |
| Alessandro Ruspoli, II principe di Cerveteri | Madre: Isabella Cesi                                               | Nonna materna: Giacinta Conti                                          | Bisnonno materno: Carlo Conti, duca di Poli e Guadagnolo                | Trisnonna materna: Giulia Orsini                                   |
| Alessandro Ruspoli, II principe di Cerveteri | Madre: Isabella Cesi                                               | Nonna materna: Giacinta Conti                                          | Bisnonna materna: Isabella Muti di Rignano                              | Trisnonno materno: Michelangelo Muti, I duca di Rignano            |
| Alessandro Ruspoli, II principe di Cerveteri | Madre: Isabella Cesi                                               | Nonna materna: Giacinta Conti                                          | Bisnonna materna: Isabella Muti di Rignano                              | Trisnonna materna: Cecilia Massimo                                 |